# SNCF Z 50000
Die SNCF Z 50000, auch als Francilien oder NAT (“Nouvelle Automotrice Transilien”) bezeichnet, sind Triebzüge, welche in der Region Île-de-France auf dem Netz von Transilien, ausgehend von den Bahnhöfen Paris Saint-Lazare, Paris Nord und Paris Est, verkehren. Die Einheiten sollen unter anderem die Baureihe Z 6100 und die VB 2N ersetzen.
Die Zugeinheiten sind durchgängig begehbar und die Wagenübergänge, ähnlich wie bei Straßenbahnwagen, sehr breit ausgeführt. Die Züge werden von Bombardier in Crespin gebaut.
Die Serienfertigung begann 2009. Die Inbetriebnahme der ersten zwei Züge fand am 14. Dezember 2009, auf der Strecke Paris-Nord–Luzarches, statt, nachdem sie das Zulassungsverfahren durchlaufen hatten.

## Geschichte

### Bestellung
Der Fahrzeugpark der Region Île-de-France bestand Mitte der 2000er Jahre teilweise noch aus alten Fahrzeugen, wie die Z 5300 und die Z 6100. Da diese Züge das Ende ihrer Lebensdauer erreichten, mussten weitere Triebfahrzeuge bestellt werden. Außerdem mussten die Rames inox de banlieue (RIB) / rames inox omnibus (RIO) ebenfalls ersetzt werden.
Die SNCF entschied deshalb, neue Triebzüge zu bestellen, der dem Vorortverkehr ab 2008 dienen sollte. Es wurde entschieden, einstöckige Einheiten zu beschaffen, die für mobilitätseingeschränkte Fahrgäste uneingeschränkt zugänglich sind. Während der letzten 15 Jahre wurden wegen des benötigten Fassungsvolumens für den Vorortverkehr vorwiegend Doppelstockzüge beschafft.
Die Ausschreibung wurde im Februar 2004 gestartet. Alstom, Bombardier und Siemens hatten Angebote abgegeben. Im Oktober 2006 wurde Bombardier mit dem Bau von 172 Zügen im Wert von 1,85 Milliarden Euro beauftragt.

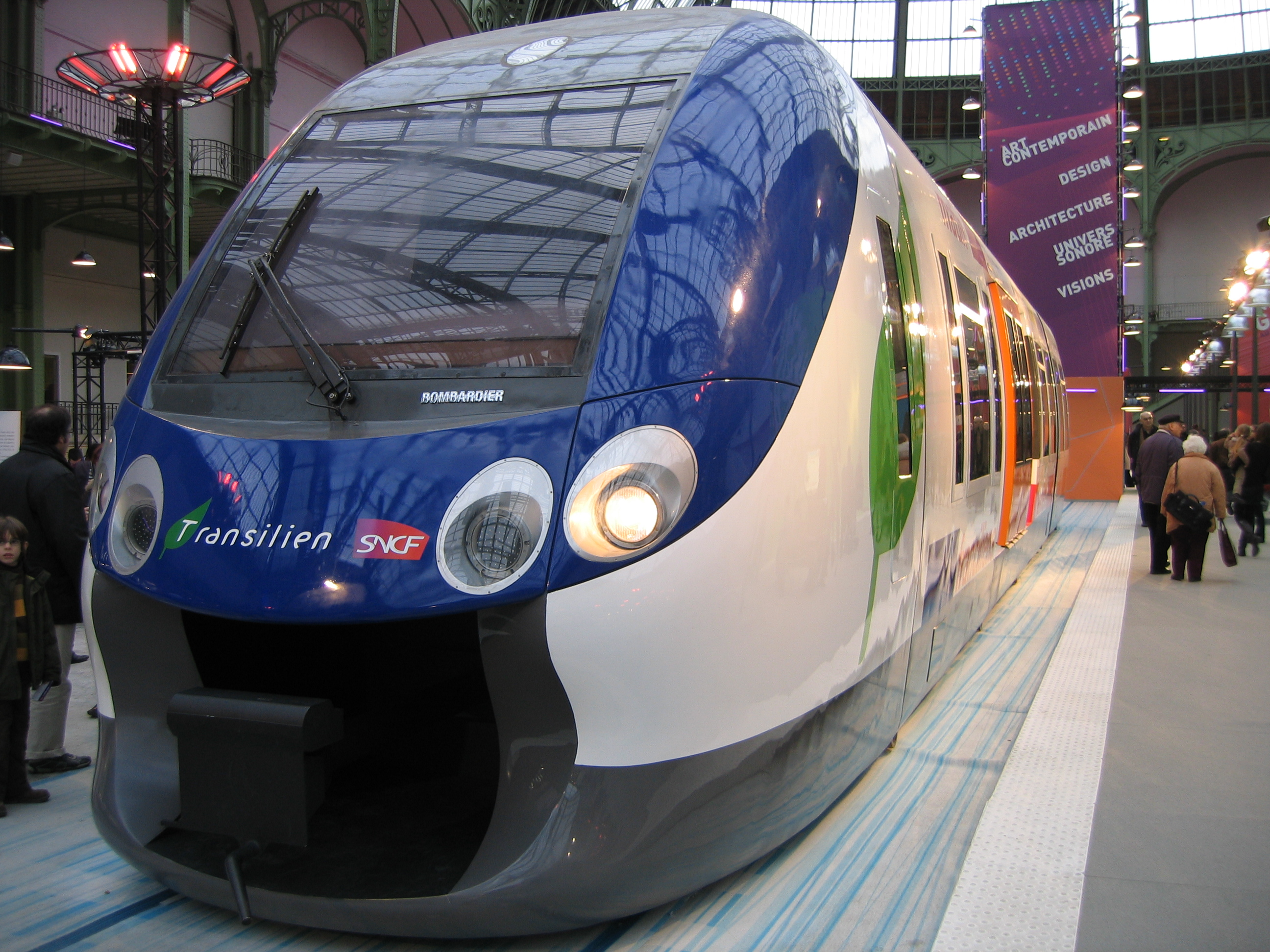
Mockup eines Endwagens, 2008

Am 11. Dezember 2013 gab der Syndicat des transports d’Île-de-France (STIF) bekannt, weitere 43 Triebzugeinheiten zu beschaffen. Diese sollen auf den Transilienlinien H (6 Züge), K (18 Züge) und L (19 Züge) zum Einsatz kommen. Für die Linien H und K wurde die lange Version bestellt. Für die vom Bahnhofs Saint-Lazare ausgehende Linie L wurden Einheiten der kurzen Version bestellt. Die Züge sollten auf den Linien H und K ab Dezember 2016 zur Verfügung stehen, auf der Linie L ein Jahr später.

### Herstellung
Die Fertigung der Züge begann Anfang 2007 in Crespin. Die erste Triebzugeinheit bestand umfangreiche Tests, unter anderem im Prüfcenter Wegberg-Wildenrath, auf dem Eisenbahnversuchsring Velim und im Rail Tec Arsenal. Im April 2009 wurden in der Bretagne die Laufeigenschaften des Zuges getestet. Im Juni desselben Jahres fanden Testfahrten mit einem Zug auf der Bahnstrecke Culoz–Modane statt, um die Anfahr- und Bremseigenschaften unter 1,5 kV Gleichspannung zu testen.
Währenddessen erneuerte die SNCF mehrere Bahnhöfe, unter anderem wurden die Bahnsteige auf 920 mm über SO erhöht.
Der erste Zug wurde am 4. November 2009 im Technicentre de Paris-Nord der Öffentlichkeit vorgestellt. Ein neuer Anstrich (STIF) in den Farben rot, grün und grau wurde ebenfalls vorgestellt. Diesen sollen schrittweise alle Fahrzeuge der Region Île-de-France erhalten.

### Auslieferung und Inbetriebnahme

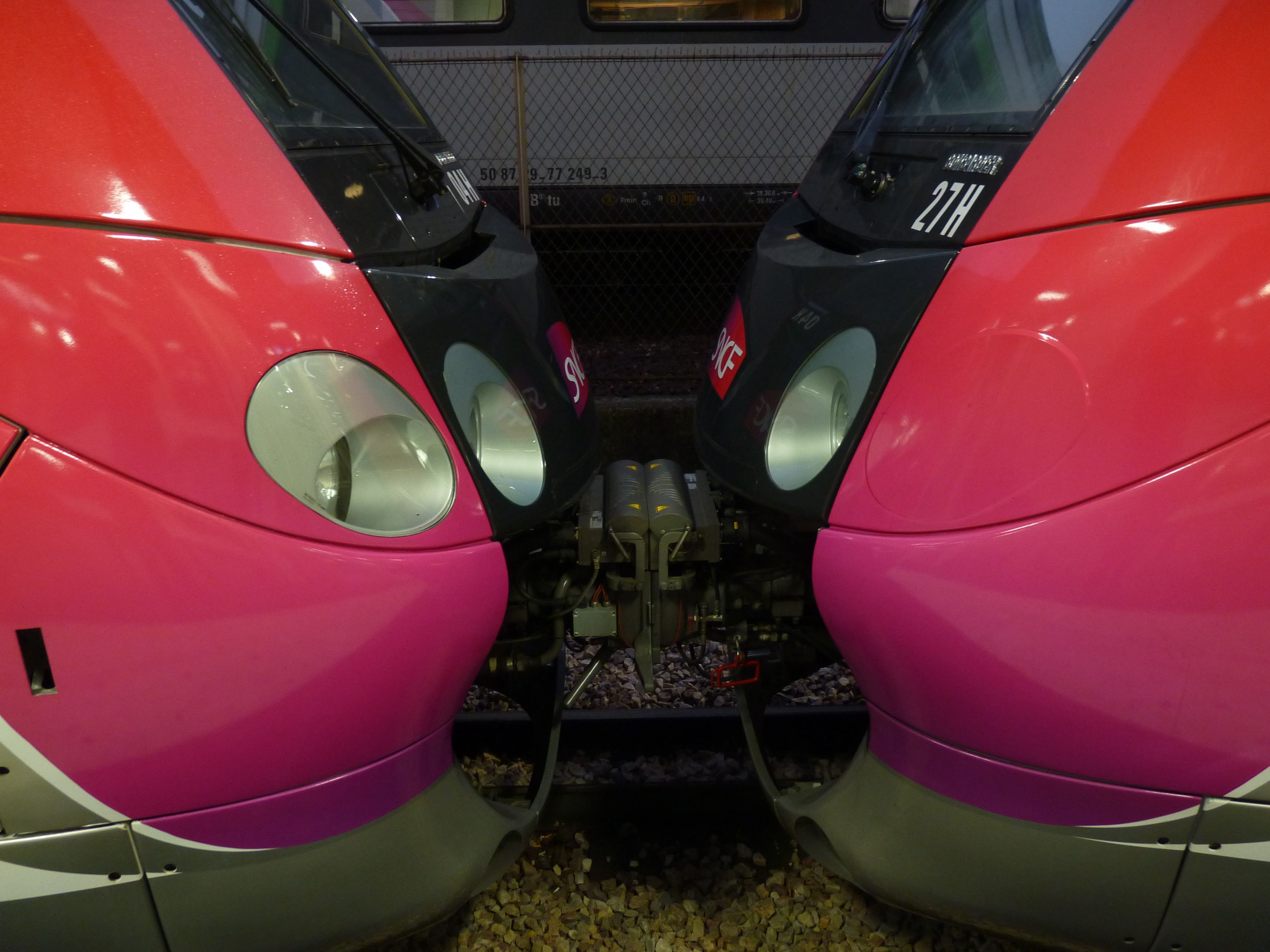
Links ein Zug vor dem Retrofit, rechts einer danach. Auf jeder Fahrzeugfront sind zwei Scheinwerfer verschwunden.

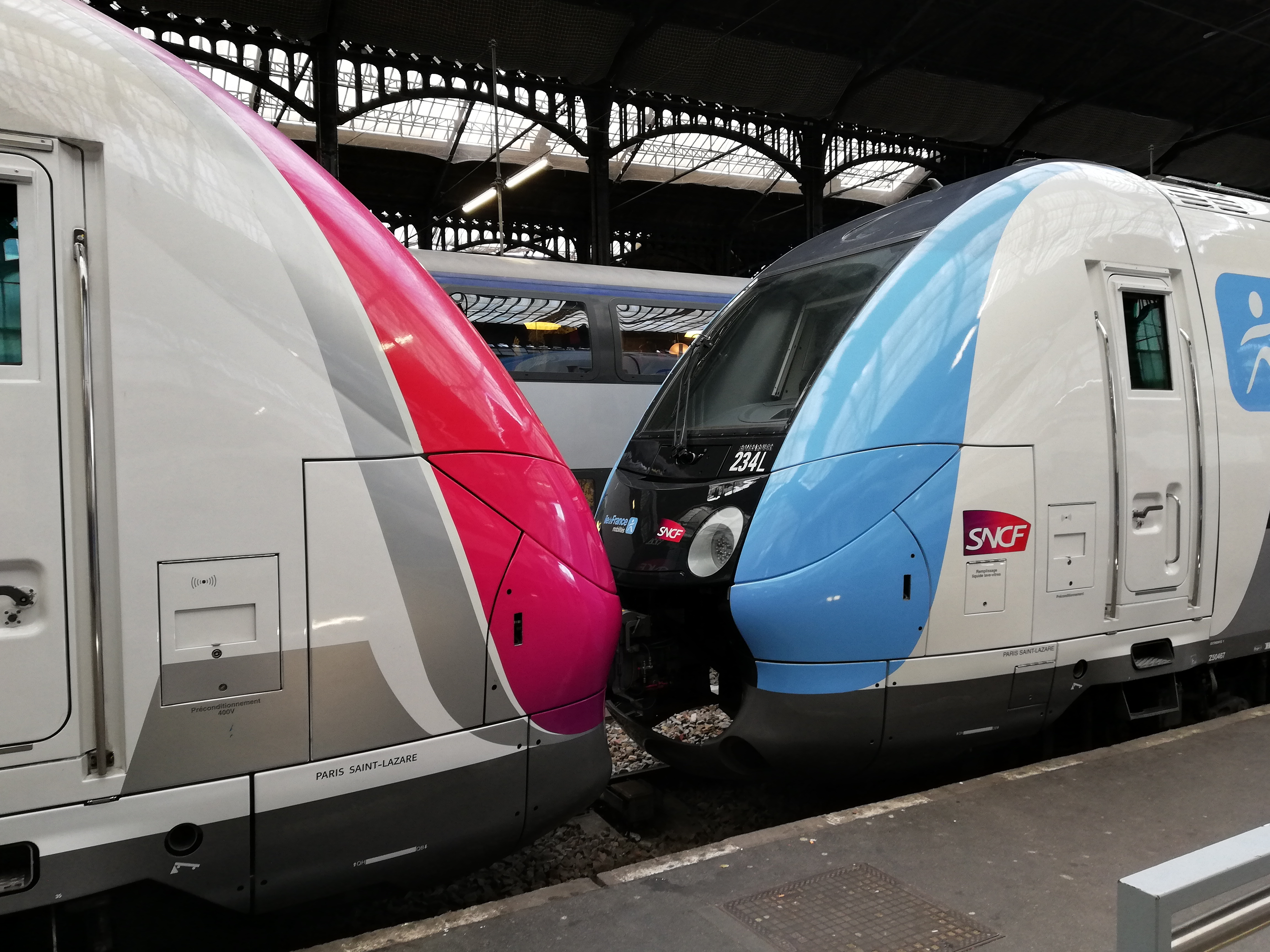
Neben der Carmillon-Lackierung erhielten einige Züge die blaue Farbe von Île-de-France Mobilités

Der Inbetriebnahmezug fuhr am 12. Dezember 2009 von Luzarches zum Gare du Nord. Der Fahrgastbetrieb begann streikbedingt erst am Montag, dem 14. Dezember 2009.
Die 172 Zugeinheiten sollten von Oktober 2009 bis April 2015 fertiggestellt und ausgeliefert werden. Davon sollte Paris-Nord 82, Saint-Lazare 55 und Paris-Est 35 Einheiten erhalten. Eine Option mit 200 weiteren Zügen konnte ab 2016 in Anspruch genommen werden.
Bis Mai 2010 sollten 28 Züge pro Jahr ausgeliefert werden. Doch wegen technischen Problemen, unter anderem konnte die Vielfachsteuerung nicht genutzt werden, wurden sie von der SNCF nicht abgenommen und der Auslieferungszeitplan verzögerte sich. Die Zulassung für die Mehrfachtraktion wurde am 3. Juli 2010 erteilt. Bombardier versuchte nun, die Verzögerungen bei der Auslieferung aufzuholen.
Am 4. November 2010 fiel ein Zug in der Nähe von Écouen – Ézanville aus, die Türen blieben für eine Stunde geschlossen. Daraufhin erstattete ein Fahrgast Anzeige gegen die SNCF.
Im März 2011, nachdem die Züge immer noch Mängel aufwiesen, hat die STIF, die SNCF und Bombardier um eine schnelle Lösung dieser Probleme gebeten, außerdem sollte die Auslieferungsverspätung, welche zwei Monate betrug, bis Juni 2011 abgebaut worden sein. Am 22. März musste Bombardier die Auslieferung weiterer Einheiten unterbrechen. Die bisher gelieferten zwanzig Einheiten wiesen eine ungenügende Einsatzbereitschaft auf.
Im April 2011 fanden in den Nächten Testfahrten mit den Zügen auf der Strecke Paris-Nord–Pontoise statt, um die Funktionalität der Trittstufen und der Türlichtgitter zu prüfen. Erst im November desselben Jahres konnten die Züge das erste Mal auf dieser Strecke im Fahrgastbetrieb eingesetzt werden. Gleichzeitig stellten die Region und die SNCF Entschädigungsansprüche, da die Züge nicht die Anforderungen erfüllten.
Ab Oktober 2011 wurden die Züge mit kleinen Änderungen ausgeliefert. Es wurden neue LED-Scheinwerfer eingebaut, dadurch konnten zwei Scheinwerfer pro Führerstand entfallen. Außerdem wurden die Typhone an einem neuen Platz unterhalb der Scharfenbergkupplung angebracht. Die vorher ausgelieferten Einheiten wurden bis Ende 2012 auf den Stand der neugelieferten gebracht, dies wurde offiziell als „Retrofit“ bezeichnet.
Von Dezember 2011 bis März 2012 wurde die Auslieferung erneut unterbrochen. Ab März 2012 wurden wieder zwei Einheiten pro Monat ausgeliefert, ab August fünf. Auf der Linie P, Paris-Est–Meaux, verkehrte der erste Zug am 11. Februar 2013. Ab Juli wurde die Linie L schrittweise auf diese Baureihe umgestellt. Bis Ende 2015 sollten alle Leistungen mit der Baureihe gefahren werden.

### Einsatzstrecken

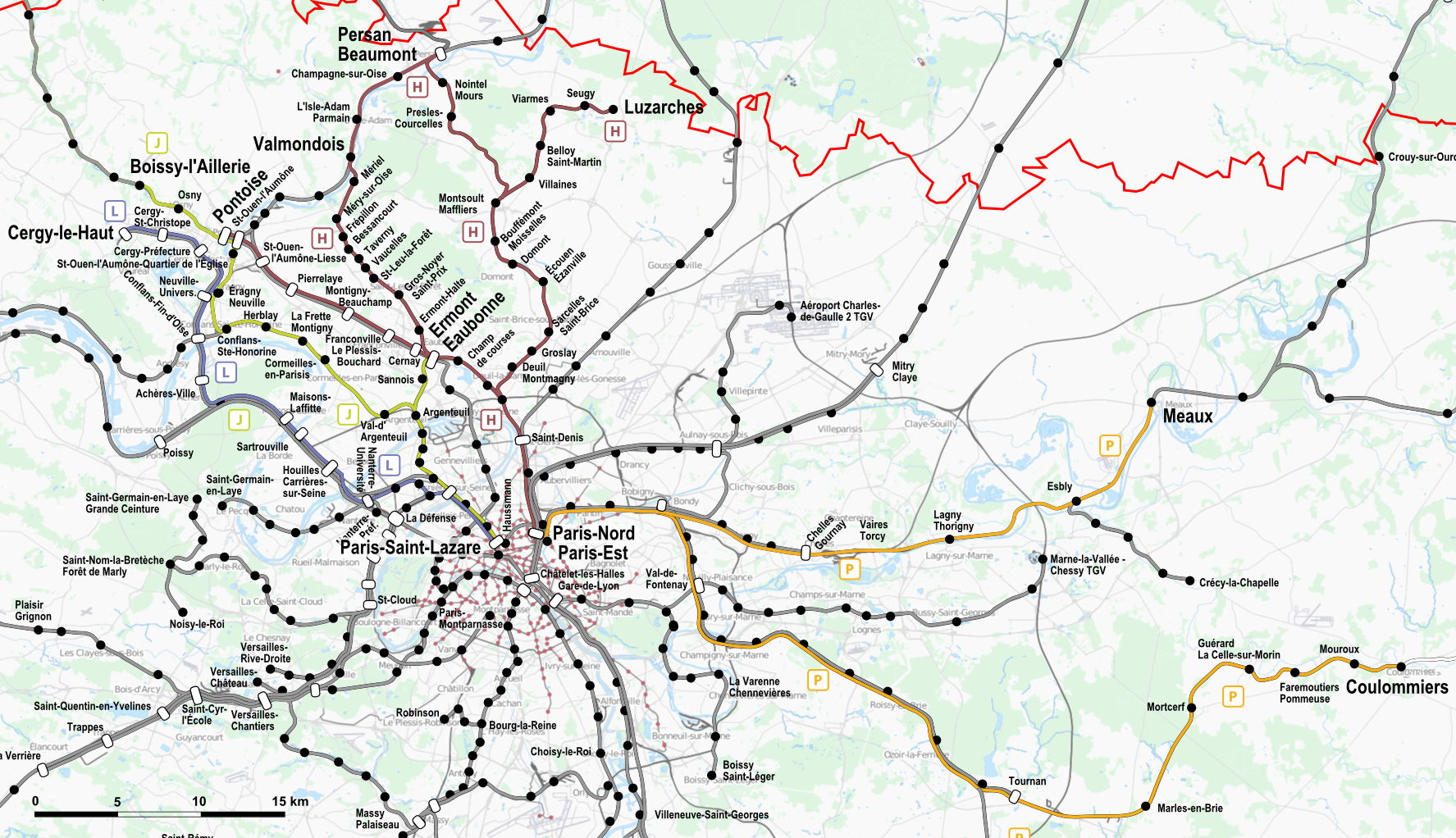
Auswahl an Strecken, die von diesen Triebzügen befahren werden

Die 215 Einheiten wurden wie folgt auf die einzelnen Strecken verteilt:
- Linie H und K: 106 Züge auf den Strecken Paris–Luzarches (seit Ende 2009), Paris–Montsoult-Maffliers–Persan-Beaumont (seit Mitte 2010), Paris–Valmondois–Persan-Beaumont, Paris–Pontoise (seit Anfang 2011)[18][19] und Paris–Crépy-en-Valois;
- Linie J und L: 74 Züge (Auslieferung zwischen Juli 2013 und 2017), auf folgenden Strecken: Paris–Mantes über Poissy/Conflans, Paris–Ermont-Eaubonne, Paris–Cergy-le-Haut;[19]
- Linie P: 35 Züge (Auslieferung zwischen Februar 2013 und Juni 2015) auf den Strecken Paris–Meaux und Paris–Coulommiers.[19]

Nach der Inbetriebnahme aller 172 Züge, werden die Triebwagen der Baureihen Z 6100, Z 5300 und die meisten RIO nicht mehr in Betrieb sein. Dies wird die Wartung der bestehenden Fahrzeuge vereinfachen, da dann Fahrzeuge des gleichen Typs auf einer Strecke zusammengefasst werden können. Dennoch werden einige Strecken mit alten Fahrzeugen noch bedient werden müssen, so zum Beispiel die Strecke Paris-Est–La Ferté-Milon mit BB 67400 und RIO.
Weitere Züge bedienen den RER E vom unterirdischen Bahnhof Haussmann - Saint-Lazare nach Osten.

## Stationierung
Die Z 50000 sind in den Bahnbetriebswerken Joncherolles, Levallois und Noisy-le-Sec beheimatet.

## Innenausstattung

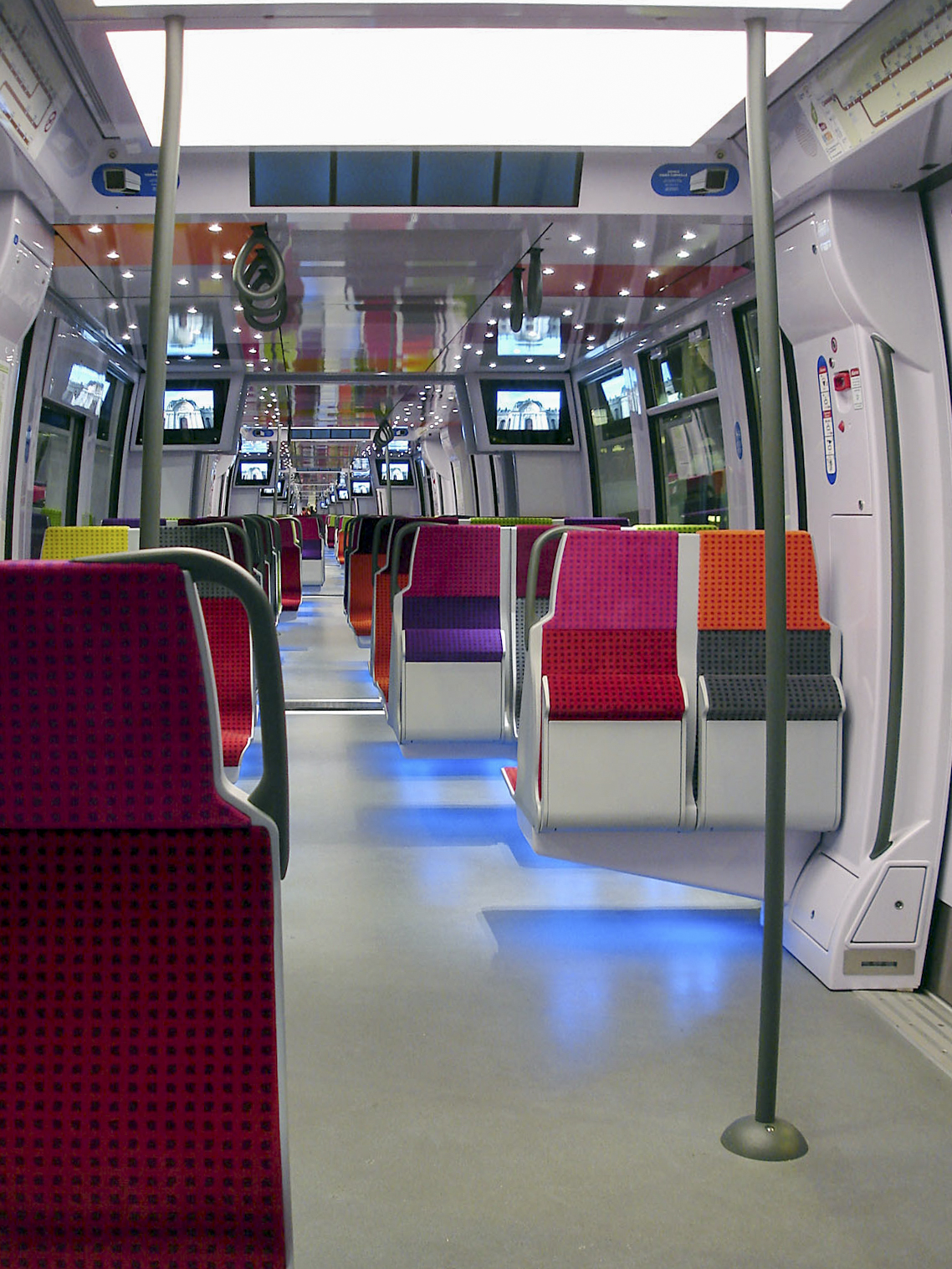
Innenansicht

Die Zugeinheiten sind durchgängig begehbar, was die Verteilung der Fahrgäste erleichtert und die Sicherheit erhöht. Die Wagenkästen haben die ungewöhnliche Breite von 3,06 m. Möglich wurde diese Wagenbreite, weil jeder Wagenkasten nur 13,24 m lang ist. Die Wagenbodenhöhe liegt 970 Millimeter über Schienenoberkante, damit ist in Verbindung mit einer Bahnsteighöhe von 920 Millimetern ein schneller Fahrgastwechsel möglich. Die Endwagen sind jeweils für Rollstuhlfahrer zugänglich. In einem achtteiligen Zug finden ungefähr 1000 Fahrgäste Platz. Die große Wagenbreite ermöglicht es, fünf Sitze nebeneinander anzuordnen. Die Sitze sind an den Seitenwänden befestigt, was die Innenreinigung vereinfacht. An jeder Tür gibt es einen Schiebetritt, der bei niedrigen Bahnsteigen ausfährt und ein bequemes Ein- und Aussteigen ermöglicht. Im Gegensatz zu anderen Fahrzeugen des Transilien-Netzes wurden keine Toiletten vorgesehen. Jeder Zug bietet Platz für Fahrräder.
Die Triebzüge sind mit einer Klimaanlage ausgestattet, die abhängig von der Anzahl der Fahrgäste die Temperatur regelt. Neu ist die Ausrüstung mit einer Fußbodenheizung. Die Fahrgasträume werden mit Leuchtdioden (LED) beleuchtet.
Die Fahrzeuge sind mit einer Dynamischen Fahrgastinformation ausgestattet. Insgesamt sind 64 Bildschirme über eine Triebzugeinheit verteilt. Die Fahrzeuge sind auch mit einer Videoüberwachung ausgerüstet.
Die Führerstände ähneln den der Autorail à grande capacité, der Platz des Triebwagenführers ist mittig angeordnet. Jeder Führerstand verfügt über drei Bildschirme, über die der Türschließvorgang überwacht werden kann. Die Bilder stammen von stationären Kameras am Bahnsteig. Die Bilder der Videoüberwachungskameras in den Fahrgasträumen werden ebenfalls auf einem Bildschirm im Führerstand angezeigt. Bei Benutzung der Notbremse wird das Bild der dortigen Überwachungskamera automatisch aufgeschaltet. Der Lokführer kann sich die drei Sekunden vor dem Ziehen der Notbremse anschauen, um zu prüfen, ob die Notbremse zu Recht gezogen wurde.

## Technische Eigenschaften

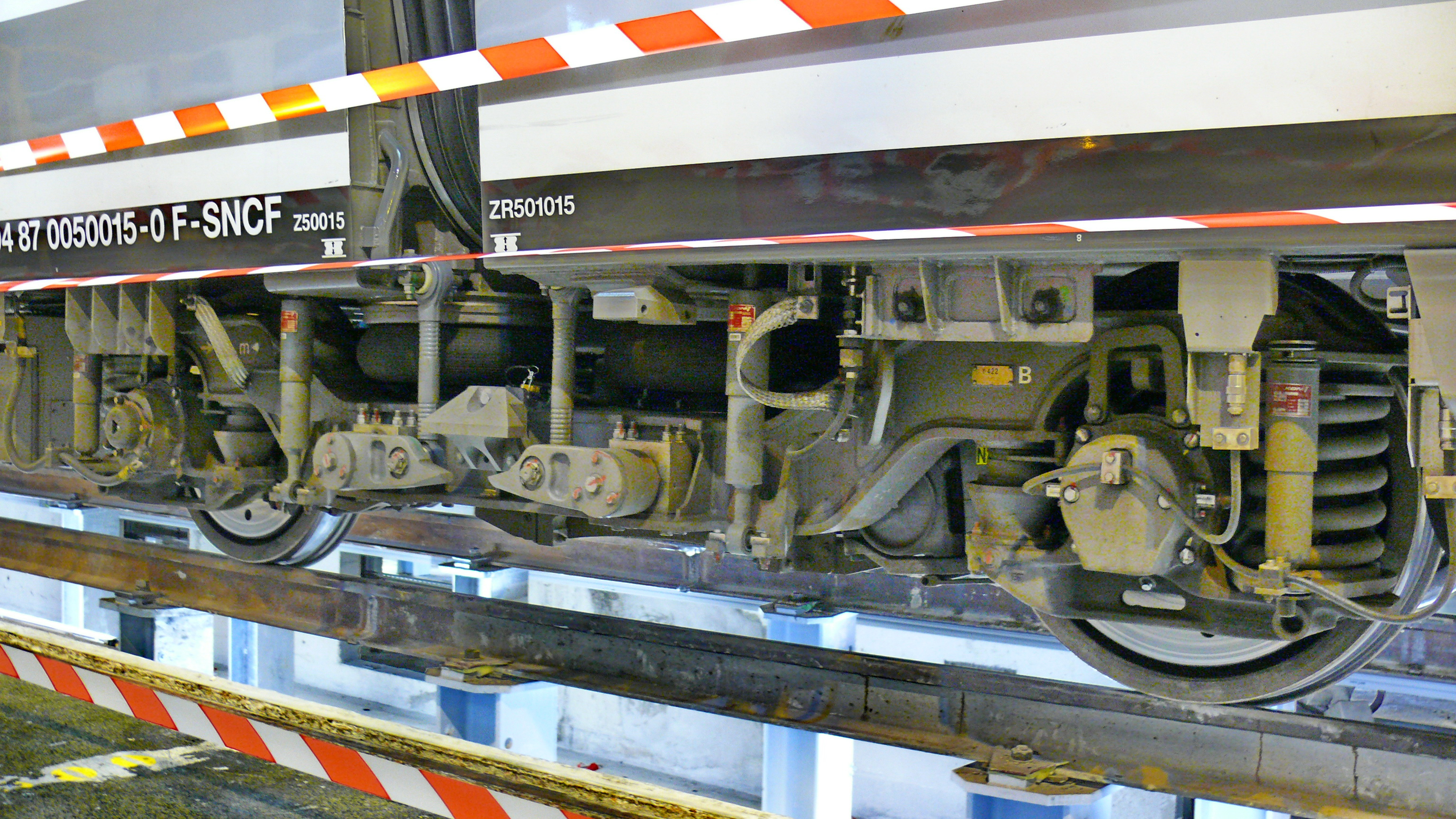
Jakobsdrehgestell

Die Z 50000 sind Gliederzüge, die Gelenke liegen über Jakobsdrehgestellen. Der Antrieb ist über die Zugeinheit verteilt. Die zulässige Geschwindigkeit beträgt 140 km/h, das Außengeräusch liegt nicht über 68 dB.
Zwei verschiedene Versionen wurden gebaut: Achtwageneinheiten mit einer Länge von 112,50 sowie Siebenwageneinheiten mit 94,31 Metern. In den Siebenwageneinheiten ist außerdem ein Mittelwagen verkürzt, da die Bahnsteige im Bahnhof Saint-Lazare nur 190 m lang sind und Doppeleinheiten verkehren sollen. Diese Züge können 800 Fahrgäste befördern, im Gegensatz zur längere Version, die 1000 Fahrgäste fasst. 90 % der Bestandteile sollen nach Herstellerangaben recycelbar sein.
Die Einheiten sind Zweisystemtriebzüge für 25 kV Wechselspannung mit 50 Hz und 1,5 kV Gleichspannung. Damit sind alle elektrifizierten Strecken des Transilien-Netzes befahrbar. Die je zwei Motoren pro Triebdrehgestell (insgesamt zehn) sind Drehstromasynchronmotoren. Der Energieverbrauch konnte nach Angaben von Bombardier um 20 % im Vergleich zu anderen modernen Fahrzeugen reduziert werden. In jeder Triebzugeinheit gibt es zwei voneinander unabhängige Antriebseinheiten. Damit ist es möglich, beim Ausfall einer Anlage weiterzufahren.
Während des normalen Betriebes wird 80 % der Leistung der Motoren genutzt. Wenn einer ausfällt, laufen die anderen Motoren mit voller Leistung (100 %), was einen normalen Betrieb weiterhin ermöglicht. Die Anfahrbeschleunigung einer siebenteiligen Einheit beträgt 1 m/s², einer achtteiligen 0,9 m/s². Die Bremsverzögerung beträgt maximal 1,05 m/s². Alle technischen Geräte befinden sich entweder auf dem Dach oder unter dem Fahrgastboden des Zuges. Die Einheiten laufen auf Drehgestellen der Bauart »FLEXX Compact« von Bombardier. Die Triebzüge sind mit einer Nutzbremse ausgerüstet.
Die Fahrzeuge haben folgendes Nummernschema:
- Endwagen ungerade Zahl: Z 50000 + (Nr. des Zuges · 2) – 1
- Mittelwagen: ZR 500000 + (Nummer des Wagens · 1000) + (Nr. des Zuges * 2) – 1
- Endwagen gerade Zahl: Z 50000 + (Nr. des Zuges · 2)

(Die Mittelwagen, die auf beiden Seiten auf einem angetriebenen Jakobsdrehgestell aufliegen, tragen die Bezeichnung ZZ 502000)
Zum Beispiel hat der Zug Nr. 9 (achtteilig) folgendes Nummernschema: <Z50017> <ZR501017> <ZZ502017> <ZR503017> <ZR504017> <ZR505017> <ZR506017> <Z50018>.